# Pismo linearne A

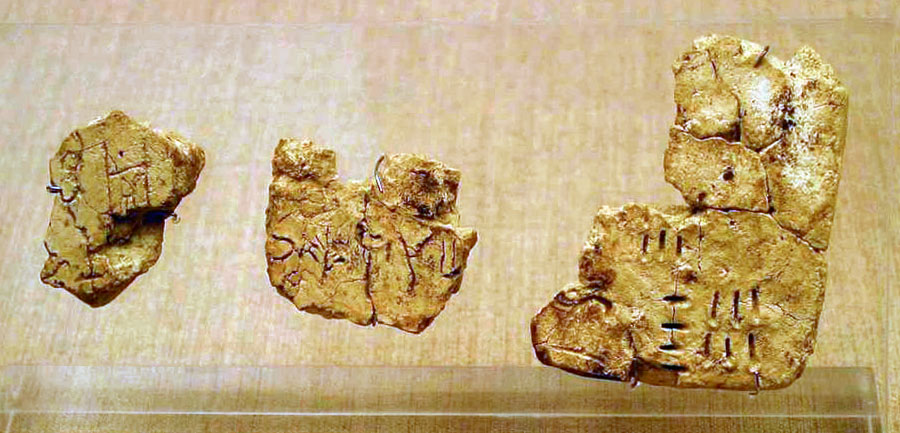
Tabliczki pokryte pismem linearnym A, znalezione na Santorynie

Pismo linearne A – pismo używane w starożytnej Krecie; prawdopodobnie wywodzi się od najstarszego pisma tej cywilizacji, jakim było kreteńskie pismo hieroglificzne.
Pisma linearnego A prawdopodobnie używano tylko w najstarszych miastach Krety, jak Knossos i Fajstos. W miarę rozkwitu gospodarczego i militarnego, pociągającego za sobą ekspansję Kreteńczyków na inne ziemie, pismo to zmodyfikowano i dokonano uproszczeń (pismo linearne B).
Pismo linearne A w dalszym ciągu nie zostało odczytane. Wiadomo, jakie dźwięki reprezentują poszczególne symbole – lecz język który reprezentują wciąż pozostaje dla badaczy tajemnicą. Niektórzy językoznawcy przypuszczają, że język ten może być przodkiem starożytnej greki, nie ma na to jednak dowodów. Inna hipoteza głosi, że należy on do grupy języków azjanickich. 
Słynny dysk z Fajstos zapisany jest pismem ideograficznym, które przypomina pismo linearne A i prawdopodobnie ma z nim jakiś związek. Pismo linearne A w użyciu było od XVIII w. p.n.e.
| Znaki i numeracja według Emmetta Bennetta. Odczyt znaków oparty jest na analogach pisma linearnego B | Znaki i numeracja według Emmetta Bennetta. Odczyt znaków oparty jest na analogach pisma linearnego B | Znaki i numeracja według Emmetta Bennetta. Odczyt znaków oparty jest na analogach pisma linearnego B | Znaki i numeracja według Emmetta Bennetta. Odczyt znaków oparty jest na analogach pisma linearnego B | Znaki i numeracja według Emmetta Bennetta. Odczyt znaków oparty jest na analogach pisma linearnego B | Znaki i numeracja według Emmetta Bennetta. Odczyt znaków oparty jest na analogach pisma linearnego B | Znaki i numeracja według Emmetta Bennetta. Odczyt znaków oparty jest na analogach pisma linearnego B | Znaki i numeracja według Emmetta Bennetta. Odczyt znaków oparty jest na analogach pisma linearnego B | Znaki i numeracja według Emmetta Bennetta. Odczyt znaków oparty jest na analogach pisma linearnego B | Znaki i numeracja według Emmetta Bennetta. Odczyt znaków oparty jest na analogach pisma linearnego B | Znaki i numeracja według Emmetta Bennetta. Odczyt znaków oparty jest na analogach pisma linearnego B | Znaki i numeracja według Emmetta Bennetta. Odczyt znaków oparty jest na analogach pisma linearnego B |
| *01-*20                                                                                              | *01-*20                                                                                              | *21-*30                                                                                              | *21-*30                                                                                              | *31-*53                                                                                              | *31-*53                                                                                              | *54-*74                                                                                              | *54-*74                                                                                              | *76-*122                                                                                             | *76-*122                                                                                             | *123-*306                                                                                            | *123-*306                                                                                            |
| --- | --- | --- | --- | --- | --- | --- | --- | --- | --- | --- | --- |
| | DA *01                                                                                               | | QI *21                                                                                               | | SA *31                                                                                               | | WA *54                                                                                               | | *76                                                                                                  | | *123                                                                                                 |
| | RO *02                                                                                               | | *21f                                                                                                 | | *34                                                                                                  | | *55                                                                                                  | | KA *77                                                                                               | | *131a                                                                                                |
| | PA *03                                                                                               | | *21m                                                                                                 | | TI *37                                                                                               | | PA3 *56                                                                                              | | QE *78                                                                                               | | *131b                                                                                                |
| | TE *04                                                                                               | | MI? *22                                                                                              | | E *38                                                                                                | | JA *57                                                                                               | | WO2? *79                                                                                             | | *131c                                                                                                |
| | *05                                                                                                  | | *22f                                                                                                 | | PI *39                                                                                               | | SU *58                                                                                               | | MA *80                                                                                               | | *164                                                                                                 |
| | NA *06                                                                                               | | *22m                                                                                                 | | WI *40                                                                                               | | TA *59                                                                                               | | KU *81                                                                                               | | *171                                                                                                 |
| | DI *07                                                                                               | | MU *23                                                                                               | | SI *41                                                                                               | | RA *60                                                                                               | | *82                                                                                                  | | *180                                                                                                 |
| | A *08                                                                                                | | *23m                                                                                                 | | KE *44                                                                                               | | O *61                                                                                                | | *85                                                                                                  | | *188                                                                                                 |
| | S *09                                                                                                | | NE *24                                                                                               | | *45                                                                                                  | | JU *65                                                                                               | | *86                                                                                                  | | *191                                                                                                 |
| | *10                                                                                                  | | RU *26                                                                                               | | *46                                                                                                  | | TA2 *66                                                                                              | | TWE *87                                                                                              | | *301                                                                                                 |
| | *11                                                                                                  | | RE *27                                                                                               | | *47                                                                                                  | | KI *67                                                                                               | | *100/ *102                                                                                           | | *302                                                                                                 |
| | ME *13                                                                                               | | I *28                                                                                                | | *49                                                                                                  | | TU *69                                                                                               | | *118                                                                                                 | | *303                                                                                                 |
| | QA2 *16                                                                                              | | *28b                                                                                                 | | PU *50                                                                                               | | *70                                                                                                  | | *120                                                                                                 | | *304                                                                                                 |
| | ZA *17                                                                                               | | *29                                                                                                  | | DU *51                                                                                               | | MI *73                                                                                               | | *120b                                                                                                | | *305                                                                                                 |
| | ZO *20                                                                                               | | NI *30                                                                                               | | *53                                                                                                  | | ZE *74                                                                                               | | *122                                                                                                 | | *306                                                                                                 |